# 大義寺 (八王子市)
大義寺（だいぎじ）は、東京都八王子市にある真言宗智山派の寺院。

## 歴史
1337年（建武4年・延元2年）、徳翁によって開山された。当初は「大元寺」という名称であった。その後、大永年間（1521年 - 1528年）に清満が中興した。その際に当時の室町幕府第10代将軍足利義稙の「義」の字を頂き、「大義寺」に改称した。
1945年（昭和20年）の八王子空襲で焼失した。現在の本堂は1975年（昭和50年）に再建された。
当寺は、かつて八王子三十三観音霊場第29番札所であった。1654年（承応3年）に札所本尊の十一面観音を安置する観音堂が建てられたが、いつの間にか無くなり、中に安置してあった十一面観音も、戦前の時点で既に行方不明になっている。

## 交通アクセス
- 八王子駅より徒歩10分。